# Gen Rosso
Il Gen Rosso è un gruppo musicale e artistico internazionale attivo dal 1966, con sede in Italia.
Il gruppo nasce all'interno dell'esperienza dei focolarini nella cittadella di Loppiano, su desiderio di Chiara Lubich. Il gruppo vuole diffondere il messaggio della costruzione di un mondo più giusto, pacifico, solidale e unito.
La testimonianza di questi valori viene direttamente dai componenti del gruppo e da tecnici e staff, che vivono in prima persona lo stile di vita di comunione e fratellanza legato all'esperienza del movimento dei focolari.
Durante la sua attività, il Gen Rosso ha realizzato più di 1500 concerti e spettacoli, più di 250 tour in 53 nazioni, 63 album (nelle varie versioni) per un totale di 401 canzoni e oltre 4 milioni di spettatori, oltre a manifestazioni, raduni e workshop.

## Storia

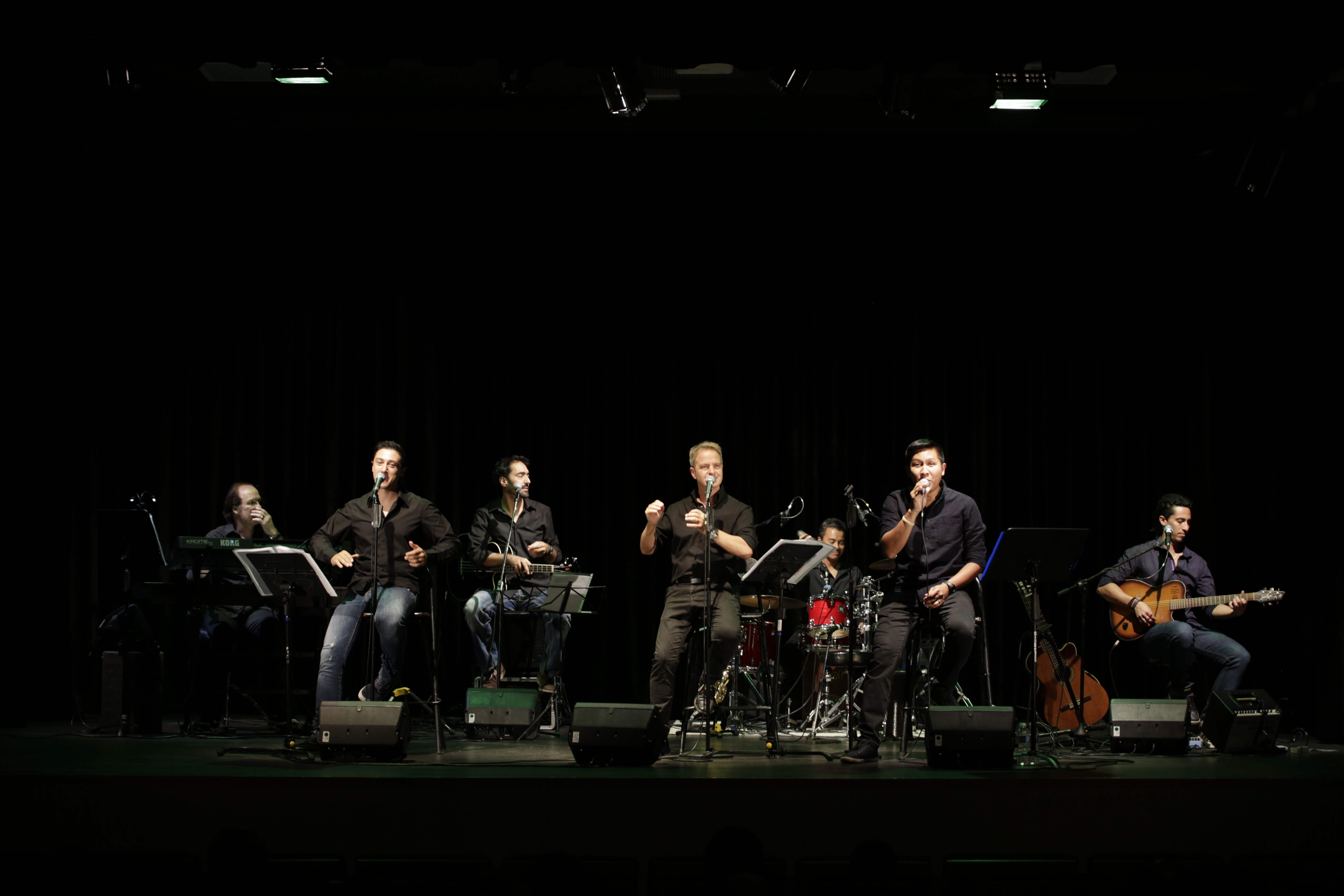
Il Gen Rosso nel 2016 a Valladolid (Spagna) in concerto acustico.

Nel centro internazionale multiculturale di Loppiano, presso Figline e Incisa Valdarno (FI), l'incontro di migliaia di persone da ogni parte del mondo rendeva necessaria la presenza musicale, con canzoni e danze che si rifacessero allo spirito di reciproca accoglienza e rispetto. Alla neonata formazione di musicisti Chiara Lubich regalò nel Natale del 1966 una chitarra e una batteria rossa; il colore di tale strumento diede il nome al gruppo, insieme al termine "Gen" che sta per "Generazione Nuova", la branca giovanile del Movimento dei Focolari. Dallo stesso stile di vita si sono formati altri complessi Gen, dei quali il più famoso dopo il Gen rosso è il Gen Verde.
Negli anni settanta iniziano i primi show internazionali, caratterizzati da musiche, ritmi e tradizioni di origine diversissima, resa da musicisti professionisti e da performance coreografiche.
Negli anni ottanta il gruppo si orienta verso l'opera rock ed il genere musical: prima realizza Someone lets the sun rise, portato anche negli Usa, quindi Una storia che cambia, la cui prima avviene nell'Arena di Verona. Dopo 1987 segue un programma tematico, In concerto per la pace, che concludono nel 1990 con la prima tournée negli stati oltre la 'cortina di ferro': DDR, Cecoslovacchia, Unione Sovietica ed Ungheria.
Gli anni novanta vedono il gruppo tornare ai concerti rock, con canzoni sempre più impegnate e dirette. La tournée Music and more inizia con un giro in Europa e Sud-America, poi tra il 1996 ed il 1999 girano in tutta Italia. Il 18 gennaio 1997 si organizza un concerto speciale al PalaLottomatica di Roma: dopo il programma della tournée il Gen Rosso presenta insieme a due fondatori un medley di 10 canzoni storiche.
Nel 2000 la band presenta il suo secondo musical, Streetlight: è la storia di un ragazzo afroamericano di Chicago, che anche nella sua gang cerca di vivere la sua fede, e per questo viene ucciso; la sua morte mette davanti ad un'ardua scelta etica i suoi amici, la sua gang, il suo mondo. La presentazione di Streetlight ha portato il Gen Rosso in un tour mondiale: in Europa, negli Stati Uniti (2001), Brasile (2002) e in Africa (2008).
Questo musical ha fatto sorgere in Germania l'idea del progetto Stark ohne Gewalt ("Forti senza violenza"), una serie di collaborazioni del Gen Rosso con le scuole superiori, finanziato anche dall'Unione Europea. Cominciato in Germania, il progetto ha coinvolto anche scuole in Austria, Repubblica Ceca, Ungheria, Romania, Jamaica, Filippine, Uruguay Argentina, Bolivia, Paraguay.
Nel 2003 nasce l'album e tour Voglio svegliare l'aurora, che sarà portato anche in Vaticano, all'Aula Paolo VI,  in occasione del compleanno del Papa con il titolo  Concerto per il dialogo tra i popoli, in collaborazione con gli artisti Miriam Meghnagi, Claudia Koll e Giovanni Scifoni.
Dopo l'uscita del disco Zenit nel 2005, parte lo Zenit World Tour in varie città d'Italia, in occasione del 40º anniversario del gruppo. La realizzazione dell'album ha visto la collaborazione di artisti celebri come Francesco Guccini, Cheryl Porter, Antonella Ruggiero, Rosalia Misseri, Francesco Silvestre e Paola Stradi. Per il gruppo hanno scritto tra gli altri: Stefano Jurgens (autore con Marcello Marrocchi di Nascerà), Massimiliano Pani (autore insieme a Piero Cassano dei brani Davide e Golia e Cronaca bianca), Giancarlo Bigazzi (che ha scritto Al centro del presente) e infine Paolo Vallesi (che insieme a Giuseppe Dati ha scritto Vorrei).
Nell'anno 2012, un nuovo CD, Indelible, e un nuovo concerto, Dimensione Indelebile: il concerto rappresenta un omaggio a gente di varie latitudini. Il CD è composto da 12 brani, tra cui 9 completamente inediti, frutto di confronti e contaminazioni multiculturali dei paesi di provenienza della band.
L'anno 2015 è segnato dall'uscita di CAMPUS the Musical. All'interno di un Campus universitario, in una calma solo apparente, si svelano dinamiche attuali sullo sfondo di culture, tensioni e conflitti. I personaggi, provenienti da contesti geopolitici distanti e in forte contrasto fra loro, attraverso vicende personali che si ispirano a fatti realmente accaduti, si trovano improvvisamente a fare i conti con un evento improvviso che arriva cogliendo ciascuno di sorpresa. Gli impianti scenografici, in una fusione tra palco e realtà, all’interno di una colonna sonora originale sulla linea di molteplici stili musicali, rinforzano e sottolineano la dinamicità e drammaticità della storia. Il musical si avvale della collaborazione per la scenografia di Jean Paul Carradori, per la regia di Sarah Finch e per gli arrangiamenti musicali di Emanuele Chirco.
Nei due anni successivi parte il tour italiano di CAMPUS che tocca tante città e viene rappresentato in location importanti, tra cui il Teatro della Luna a Milano e il Mandela Forum a Firenze.
Nel 2019 esce l'album live Life, registrato durante l'omonimo concerto.
Tra il 2021 e il 2023 la band collabora con migranti lungo la rotta balcanica, offrendo supporto attraverso l’arte e la musica.
Il 23 aprile 2023 esce l'album The Reason, che raccoglie i 9 singoli pubblicati a partire dal primo lockdown fino ad oggi, più i nuovi arrangiamenti di 4 canzoni storiche registrate interamente dal vivo durante i primi concerti del 2023.
Nell’autunno del 2024, il Gen Rosso realizza una serie di concerti in Italia, toccando diverse città: Faenza, Foggia, Massafra, Statte, Santi Cosma e Damiano, Gragnano, Rivarolo del Re ed Uniti, Cerignola, Lavello, Isola del Gran Sasso d'Italia.
Lo stesso anno vede il gruppo intraprendere per la prima volta una tournée in Mongolia. Il programma ha incluso un concerto principale il 1° dicembre a Ulan Bator e workshop artistici il 24 e 30 novembre, mirati a coinvolgere i giovani locali. Il 26 novembre, la band ha incontrato giovani artisti mongoli, promuovendo una cultura di pace e fraternità. Ancora, sempre nel 2024, c'è stato il tour in Africa, in particolare in Camerun e in Madagascar, realizzando concerti e workshop con i giovani locali.
Queste attività evidenziano l’impegno continuo del Gen Rosso nel diffondere messaggi di pace e unità attraverso la musica, sia a livello internazionale che nazionale.

## Formazione

### Membri attuali[5]
- Michele Sole - Italia (canto)
- Helanio Brito - Brasile (canto)
- Raymund Estrada - Filippine (canto e danza)
- Adelson Oliveira - Brasile (canto e danza)
- Dennis Ng - Filippine (canto)
- Emanuele Chirco - Italia (direzione musicale, arrangiamenti, pianoforte e tastiere)
- Andrea Piangiolino - Italia (batteria e percussioni)
- Jason Nyembo - Repubblica Democratica del Congo (basso)
- Juan Francisco Villalba - Argentina (chitarre)
- Pablo A. Aviles Justiniano - Bolivia (tecnico audio)
- Saulo Cadena Almario - Colombia (tecnico audio)
- Alejandro Serrano Mera - Ecuador (tecnico video - luci)
- Tomek Mikusinski - Polonia (comunicazioni)
- Fabiano Pizzo - Italia (logistica tour)
- Franco Gallelli - Italia (promozione tour)
- Luigi Maffoni - Italia (amministrazione)
- Antonio García - Spagna (amministrazione)
- Valerio "Lode" Ciprì - Italia (formazione e composizione)

### Membri passati
- Jean Paul Wasukundi - Repubblica Democratica del Congo (canto)
- Andrea Re - Italia (tecnico video)
- Ygor Saunier (batteria e percussioni)
- Marcelo Delgado - Paraguay (tecnico palco)
- Thomas Hui - Cina (tecnico palco)
- Romance Ilyas - Pakistan (tecnico palco)
- Albert Illa  - Spagna (canto e tecnico palco)
- Braian Ochoa - Argentina (tecnico palco)
- Germain Attigan - Niger (tecnico video)
- Francesco d'Agostino - Italia (tecnico audio)
- Tobias Giagante - Argentina (tecnico palco)
- Florian Kezimana - Burundi (canto)
- Roberto Spina Jr. - Italia (batteria)
- Dimitar Plachkov - Bulgaria (tecnico luci)
- Pablo Stenico - Argentina (tecnico video)
- Leo Han - Corea del Sud (videomaker)
- Victor Diaz - Cuba (tecnico video)
- Abraham Arzola - Messico (tecnico audio)
- Timoteo Santos Matos - Brasile (merchandising)
- Jason Canta - Filippine (canto)
- Simone Oliva - Italia (chitarra)
- Filippo Di Pietro - Italia (basso)
- Salvatore Filippone - Italia (basso)
- Giacomo Buffa - Italia (basso)
- Massimiliano Zanoni - Italia (produzione artistica)
- Roby Lorini ‐ Italia (produzione live)
- Enzo Augello - Italia (batteria)
- Francesco Bertolini - Italia (tecnico palco)
- Vito Perrini - Italia (batteria e percussioni)
- Diego Ferreira - Brasile (chitarra)
- Marcos Beltramin - Brasile (comunicazioni)
- Mite Balduzzi (chitarre, voce, compositore, art director)
- André Gaborit (chitarre, voce, compositore, testi, compositore musiche e arrangiamenti)
- Benedikt Enderle (tastiere, pianoforte, voce, compositore musiche e arrangiamenti)
- Valerio Lode Ciprì (chitarra, voce, testi, musiche,art director)
- Mario De Siati (voce)
- Marcellino Bautista (voce, ballerino, compositore)
- Antonino Mancuso (chitarra, tastiere, musiche, testi, arrangiamenti)
- Ely Bravo (basso)
- Rommel Bartolo (ballerino, cantante)
- Ed Herkes (mimo, ballerino, cantante)
- Francesco Barin (batteria, voce)
- Josè Juan Quesada (chitarra elettrica)
- Gioi (Joy) Provenzano (chitarra, percussioni, voce, project manager)
- Giovanni Zappalà (chitarra)
- Davide Viganò (voce e chitarra)
- Christoph Huber (voce, sax e oboe)
- Paolo Formia (cantante, autore)
- Sandro Crippa (tastiere, pianoforte, voce, compositore musiche e arrangiamenti)
- Ciro Ercolanese (voce)
- Valerio Gentile (testi)

## Discografia

### Album per il mercato italiano
Album in studio
- 1968 – Flash sul Gen Rosso
- 1972 – Gen Rosso in tournée
- 1973 – Venite alla festa
- 1975 – Senza frontiere
- 1978 – Maria
- 1978 – Ho tanta gioia
- 1979 – La vita di ogni cosa
- 1983 – Tour in USA
- 1984 – Una storia che cambia
- 1986 – 20 anni
- 1987 – Free
- 1988 – In concerto per la pace
- 1989 – Inspiration
- 1992 – 1
- 1993 – World tour
- 1994 – Kids (canzoni per bambini)
- 1994 – Chorus
- 1995 – Gen Rosso
- 1998 – Work in progress
- 2000 – Streetlight
- 2003 – Voglio svegliare l'aurora
- 2005 – Zenit
- 2008 - One stage One world
- 2010 – 10 con Lode
- 2012 – Indelible
- 2015 – Campus
- 2019 – Life
- 2023 - The reason
- 2025. The best

### Album internazionali
- 1973 – Life in Europe (Germania) - live
- 1973 – Le vrai visage de notre terre (Francia)
- 1975 – Un rostro nuevo del mundo (Spagna)
- 1975 – Das Gesicht unserer Erde (Germania)
- 1975 - Vor Dir Liegt Das Leben
- 1976 – Le vie de toute chose (Francia)
- 1977 – Das Leben aller Dinge (Germania)
- 1979 – Image of a New World (Gran Bretagna)
- 1979-  Genrosso live
- 1981-  Genrosso in concert
- 1982 – Someone Lets The Sun Rise (USA)
- 1982 – Matin d'un monde nouveau (Francia)
- 1984 – Wandel einer Geschichte (Germania)
- 1985 – Para construir a historia (Brasile)
- 1985-  A lei da Vida
- 1987 – Rückblick - antologia (Germania)
- 1989 – Inspiration (Germania)
- 1989 – Inspiration (Francia)
- 1989 – Inspiration (Spagna)
- 1992 – 1 (Francia)
- 1992 – 1 (Spagna)
- 1993 - Imagens
- 2000 – Streetlight (Spagna)
- 2001 – Living (USA)
- 2002 – Streetlight (Germania) - EP
- 2005 – Rückblick (Germania) - antologia
- 2006 – Streetlight (Brasile)
- 2011 – Streetlight (inglese)
- 2013 – Streetlight (portoghese)

### Album a carattere liturgico
- 1972 – Noi veniamo a Te
- 1982 – Dove Tu sei
- 1984 – In deiner Liebe
- 1987 – Se siamo uniti
- 1998 – Come fuoco vivo - con Gen Verde
- 2016 – Voce del mio canto
- 2021 – Messa della gioia
- 2022 - Voz de mis Canciones (in spagnolo)

### Album speciali e collaborazioni
- 2000 – Streetlight (singolo)
- 2005 – Just Family, con autori vari
- 2009 – One Stage One World, con Gen Verde

## Videografia
- 1969 - Gen Rosso in Concert
- 1979 - Tour in Inghilterra
- 1984 - Una storia che cambia
- 1987 - In concerto per la pace
- 1993 - Un Concerto D.O.C.
- 1994 - Musicbox
- 1996 - On videotape
- 1997 - Gen Rosso in Concert
- 2000 - The making of Streetlight
- 2010 - Zenit World Tour
- 2013 - Streetlight the musical